# Rob Tyner
Rob Tyner, pseudonimo di Robert Derminer (Detroit, 12 dicembre 1944 – Berkley, 17 settembre 1991), è stato un cantante statunitense.
È noto soprattutto per essere stato il frontman e membro fondatore della rock band MC5. Con il suo gruppo prima citato è stato uno dei precursori dei generi punk rock ed heavy metal, e fra i capostipiti del proto-punk. Dopo l'esperienza con gli MC5, fondo la "The Rob Tyner Band", nota anche come "Rob Tyner & the National Rock Group", con cui fece numerosi concerti, operazioni di beneficenza e nel 1990 pubblicò un album, "Blood Brothers". Morì nel 1991 per via di un attacco di cuore.